# Condado de Lauderdale (Misisipi)
El condado de Lauderdale (en inglés: Lauderdale County), fundado en 1833, es un condado del estado estadounidense de Misisipi. En el año 2000 tenía una población de 78.161 habitantes con una densidad poblacional de 43 personas por km². La sede del condado es Meridian.

## Geografía
Según la Oficina del Censo, el condado tiene un área total de 1852 km² (715,1 mi²), de la cual 1823 km² (703,9 mi²) es tierra y 29 km² (11,2 mi²) es agua.

## Demografía
En el 2000 la renta per cápita promedia del condado era de $ 30,768 y el ingreso promedio para una familia era de $37,581. El ingreso per cápita para el condado era de $16,026. En 2000 los hombres tenían un ingreso per cápita de $31,069 frente a $21,111 para las mujeres. Alrededor del 20.80% de la población estaba bajo el umbral de pobreza nacional.

## Condados adyacentes
- Condado de Kemper (Norte)
- Condado de Sumter (Alabama), (Este)
- Condado de Choctaw (Alabama), (Sureste)
- Condado de Clarke (Sur)
- Condado de Newton (Oeste)

## Localidades
Ciudades
- Meridian

Pueblos
- Marion

Lugares designados por el censo
- Collinsville
- Lauderdale
- Meridian Station
- Nellieburg
- Toomsuba

Lugares designados por el censo
- Bailey
- Daleville
- Kewanee
- Russell
- Whynot

## Principales carreteras
- Interestatal 59
- Interestatal 20
- U.S. Highway 11
- U.S. Highway 45
- U.S. Highway 80
- Carretera 19
- Carretera 39